# Juif (Saône-et-Loire)
Pour les articles homonymes, voir Juif (homonymie).
Juif est une commune française située dans le département de Saône-et-Loire, en région Bourgogne-Franche-Comté.

## Géographie
Juif fait partie de la Bresse louhannaise.

### Climat
Pour des articles plus généraux, voir Climat de la Bourgogne-Franche-Comté et Climat de Saône-et-Loire.
En 2010, le climat de la commune est de type climat océanique dégradé des plaines du Centre et du Nord, selon une étude du Centre national de la recherche scientifique s'appuyant sur une série de données couvrant la période 1971-2000. En 2020, Météo-France publie une typologie des climats de la France métropolitaine dans laquelle la commune est exposée à un climat semi-continental et est dans la région climatique Bourgogne, vallée de la Saône, caractérisée par un bon ensoleillement (1 900 h/an), un été chaud (18,5 °C), un air sec au printemps et en été et des vents faibles.
Pour la période 1971-2000, la température annuelle moyenne est de 11,1 °C, avec une amplitude thermique annuelle de 17,6 °C. Le cumul annuel moyen de précipitations est de 956 mm, avec 11,5 jours de précipitations en janvier et 7,7 jours en juillet. Pour la période 1991-2020, la température moyenne annuelle observée sur la station météorologique de Météo-France la plus proche, « Montpont », sur la commune de Montpont-en-Bresse à 14 km à vol d'oiseau, est de 11,8 °C et le cumul annuel moyen de précipitations est de 1 026,2 mm. 
La température maximale relevée sur cette station est de 40,3 °C, atteinte le 31 juillet 2020 ; la température minimale est de −16,5 °C, atteinte le 20 décembre 2009,,.
Les paramètres climatiques de la commune ont été estimés pour le milieu du siècle (2041-2070) selon différents scénarios d'émission de gaz à effet de serre à partir des nouvelles projections climatiques de référence DRIAS-2020. Ils sont consultables sur un site dédié publié par Météo-France en novembre 2022.

## Urbanisme

### Typologie
Au 1er janvier 2024, Juif est catégorisée commune rurale à habitat très dispersé, selon la nouvelle grille communale de densité à sept niveaux définie par l'Insee en 2022.
Elle est située hors unité urbaine. Par ailleurs la commune fait partie de l'aire d'attraction de Louhans, dont elle est une commune de la couronne,. Cette aire, qui regroupe 15 communes, est catégorisée dans les aires de moins de 50 000 habitants,.

### Occupation des sols
L'occupation des sols de la commune, telle qu'elle ressort de la base de données européenne d’occupation biophysique des sols Corine Land Cover (CLC), est marquée par l'importance des territoires agricoles (74,7 % en 2018), en diminution par rapport à 1990 (76 %). La répartition détaillée en 2018 est la suivante : zones agricoles hétérogènes (39 %), prairies (26,7 %), forêts (23,1 %), terres arables (9,1 %), étangs (2,1 %). L'évolution de l’occupation des sols de la commune et de ses infrastructures peut être observée sur les différentes représentations cartographiques du territoire : la carte de Cassini (XVIIIe siècle), la carte d'état-major (1820-1866) et les cartes ou photos aériennes de l'IGN pour la période actuelle (1950 à aujourd'hui).

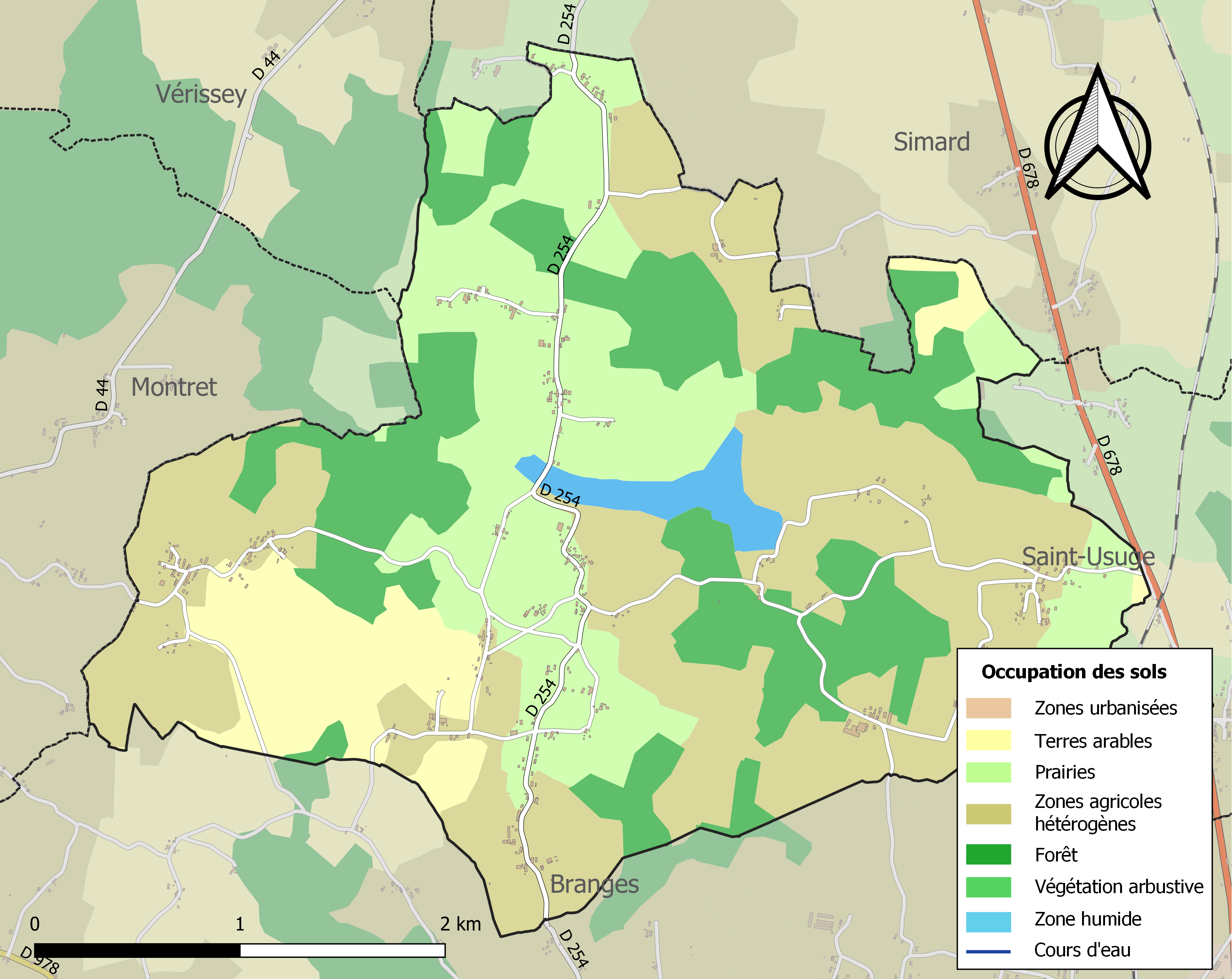
Carte des infrastructures et de l'occupation des sols de la commune en 2018 (CLC).

## Toponymie

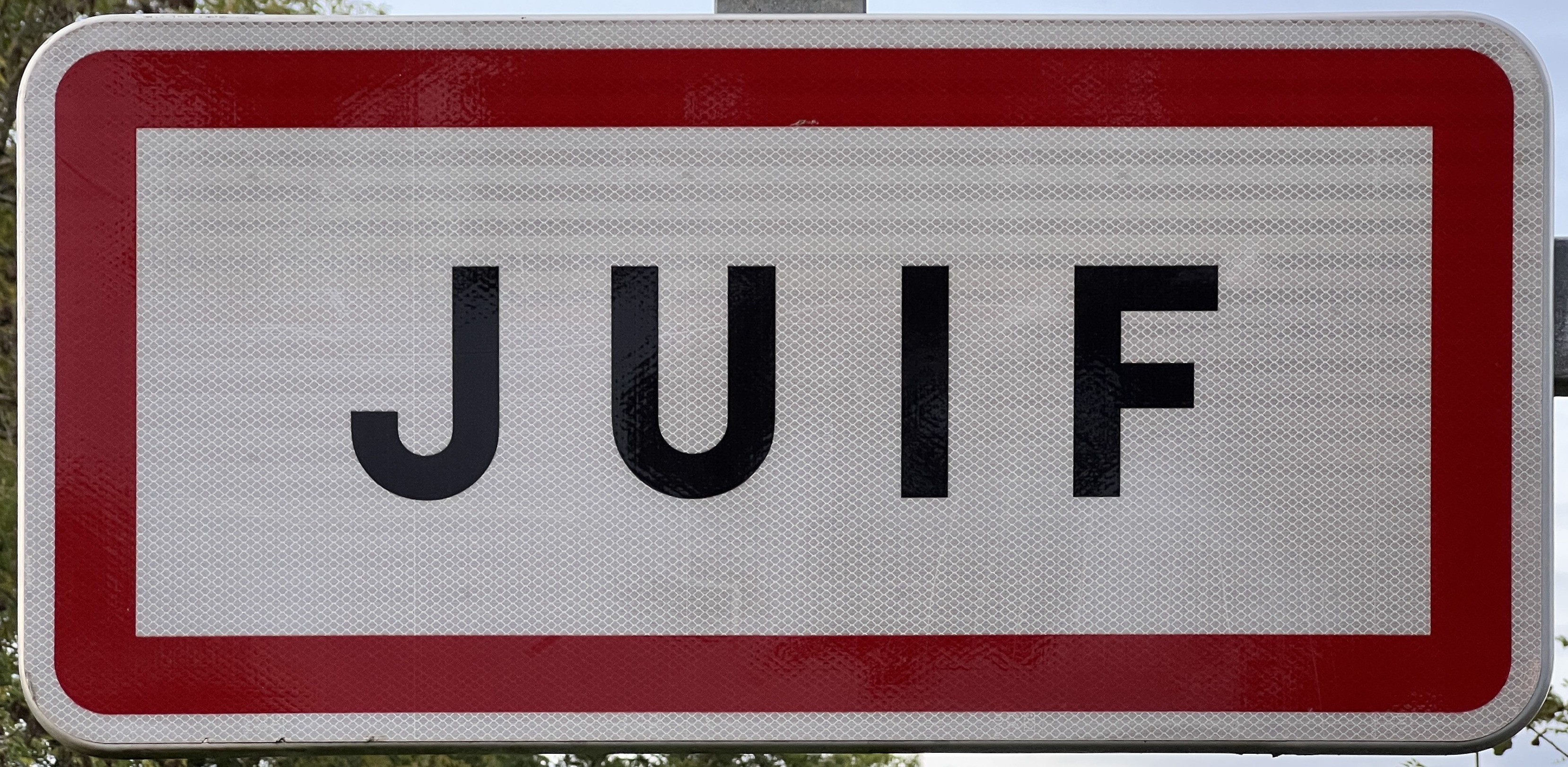
Panneau d'entrée dans la commune.

L'origine du nom de la commune est peu claire. Le nom d'un certain Stephanus de Judeïs apparaît toutefois au XIe siècle, puis suivent des orthographes telles que Juys ou Jui. Le conservateur du patrimoine Dominique Rivière, auteur d’un livre qui traite de la commune considère que le nom de la commune est lié à l’histoire du peuple juif : « La communauté juive était plutôt tranquille dans ce coin de forêt, on ne les embêtait pas. Plusieurs peuplements (juifs) ont vécu ici au Moyen-Âge ».

## Politique et administration

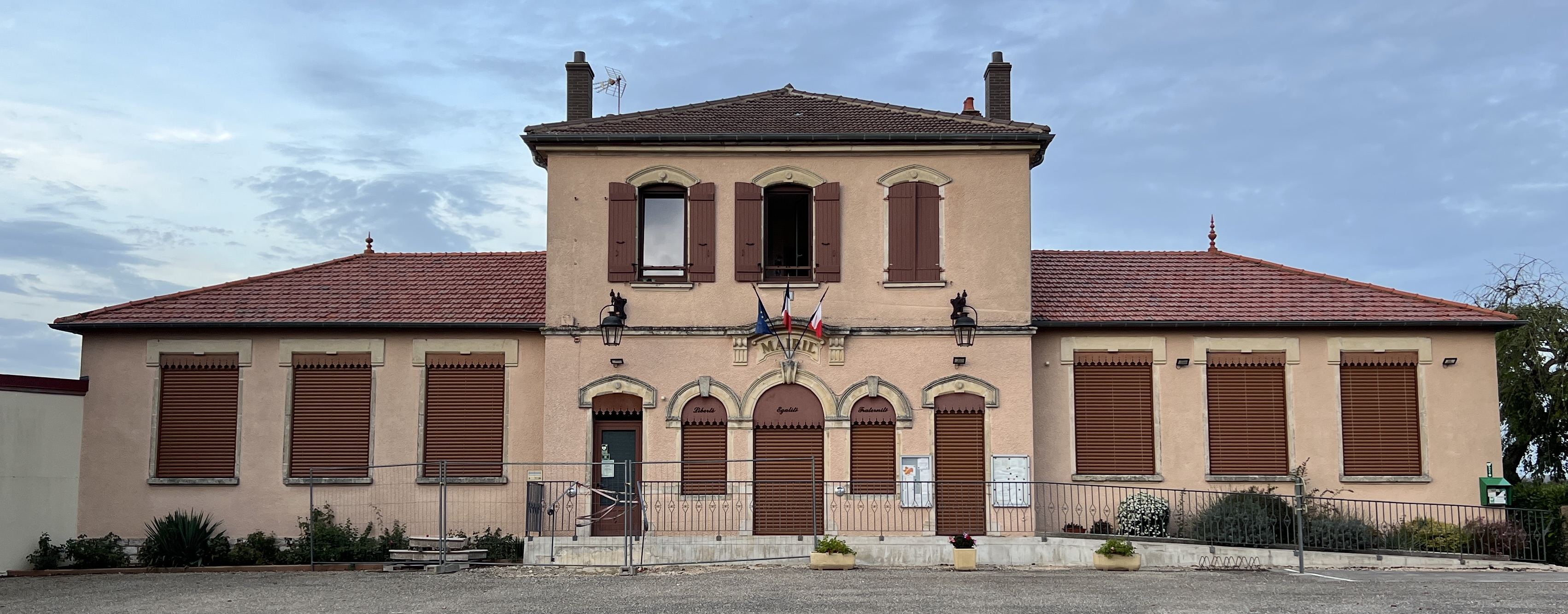
Mairie.

### Tendances politiques et résultats

#### Élections législatives
Le village de Juif faisant partie de la quatrième circonscription de Saône-et-Loire, place lors du 1er tour des élections législatives françaises de 2017, Cécile Untermaier (PS) avec 26,19 % ainsi que lors du second tour avec 62,50 % des suffrages.

#### Élections régionales
Le village de Juif place la liste « Pour la Bourgogne et la Franche-Comté » menée par Gilles Platret (LR) en tête, dès le 1er tour des élections régionales de 2021 en Bourgogne-Franche-Comté, avec 32,81 % des suffrages. Lors du second tour, les habitants décideront de placer la liste de « Notre Région Par Cœur » menée par Marie-Guite Dufay, présidente sortante (PS) en tête, avec cette fois-ci, près de 44,07 % des suffrages. Devant les autres listes menées par Gilles Platret (LR) en seconde position avec 33,90 %, Julien Odoul (RN), troisième avec 22,03 % et en dernière position celle de Denis Thuriot (LaREM) avec 0 %. Il est important de souligner une abstention record lors de ces élections qui n'ont pas épargné le village de Juif avec lors du premier tour 63,59 % d'abstention et au second, 66,30 %.

#### Élections départementales
Le village de Juif faisant partie du canton de Louhans place le binôme de Mathilde Chalumeau (DVD) et de Anthony Vadot (DVD), en tête, dès le 1er tour des élections départementales de 2021 en Saône-et-Loire avec 71,21 % des suffrages. Lors du second tour, les habitants décideront de placer de nouveau le binôme de Mathilde Chalumeau (DVD) et de Anthony Vadot (DVD) en tête, avec cette fois-ci, près de 90 % des suffrages. Devant l'autre binôme menée par Cyriak Cuenin (RN) et Annie Hassler (RN) qui obtient 10 %. Là aussi, une abstention record est remarquée lors de ces élections qui n'ont pas épargné le village de Juif avec lors du premier tour 63,59 % d'abstention et au second, 66,30 %.

### Liste des Maires de Juif
| Période                                  | Période       | Identité            | Étiquette | Qualité |
| ---------------------------------------- | ------------- | ------------------- | --------- | ------- |
| avant 1995                               | ?             | Gaston Petiot       |           |         |
| mars 2001                                | mars 2014     | Geneviève Petiot    |           |         |
| mars 2014                                | décembre 2018 | Michel Thivet       |           |         |
| avril 2019                               | mai 2020      | Albert Prudent      |           |         |
| mai 2020                                 | En cours      | Georges André Bêche |           |         |
| Les données manquantes sont à compléter. |               |                     |           |         |

## Démographie
L'évolution du nombre d'habitants est connue à travers les recensements de la population effectués dans la commune depuis 1793. Pour les communes de moins de 10 000 habitants, une enquête de recensement portant sur toute la population est réalisée tous les cinq ans, les populations de référence des années intermédiaires étant quant à elles estimées par interpolation ou extrapolation. Pour la commune, le premier recensement exhaustif entrant dans le cadre du nouveau dispositif a été réalisé en 2005.

En 2022, la commune comptait 246 habitants, en évolution de −4,65 % par rapport à 2016 (Saône-et-Loire : −1,06 %, France hors Mayotte : +2,11 %).
| 1793 | 1800 | 1806 | 1821 | 1831 | 1836 | 1841 | 1846 | 1851 |
| ---- | ---- | ---- | ---- | ---- | ---- | ---- | ---- | ---- |
| 539  | 566  | 559  | 570  | 601  | 634  | 652  | 641  | 644  |

| 1856 | 1861 | 1866 | 1872 | 1876 | 1881 | 1886 | 1891 | 1896 |
| ---- | ---- | ---- | ---- | ---- | ---- | ---- | ---- | ---- |
| 623  | 642  | 642  | 640  | 626  | 646  | 627  | 596  | 596  |

| 1901 | 1906 | 1911 | 1921 | 1926 | 1931 | 1936 | 1946 | 1954 |
| ---- | ---- | ---- | ---- | ---- | ---- | ---- | ---- | ---- |
| 636  | 675  | 641  | 526  | 516  | 502  | 500  | 468  | 446  |

| 1962 | 1968 | 1975 | 1982 | 1990 | 1999 | 2005 | 2006 | 2010 |
| ---- | ---- | ---- | ---- | ---- | ---- | ---- | ---- | ---- |
| 379  | 324  | 277  | 282  | 250  | 229  | 251  | 249  | 254  |

| 2015 | 2020 | 2022 | - | - | - | - | - | - |
| ---- | ---- | ---- | - | - | - | - | - | - |
| 257  | 245  | 246  | - | - | - | - | - | - |

## Vie locale

### Culte
Juif relève de la paroisse Saint-Pierre en Louhannais, qui regroupe 22 communes et dont le siège est à Louhans.

## Culture locale et patrimoine

### Lieux et monuments
Sont à voir à Juif :

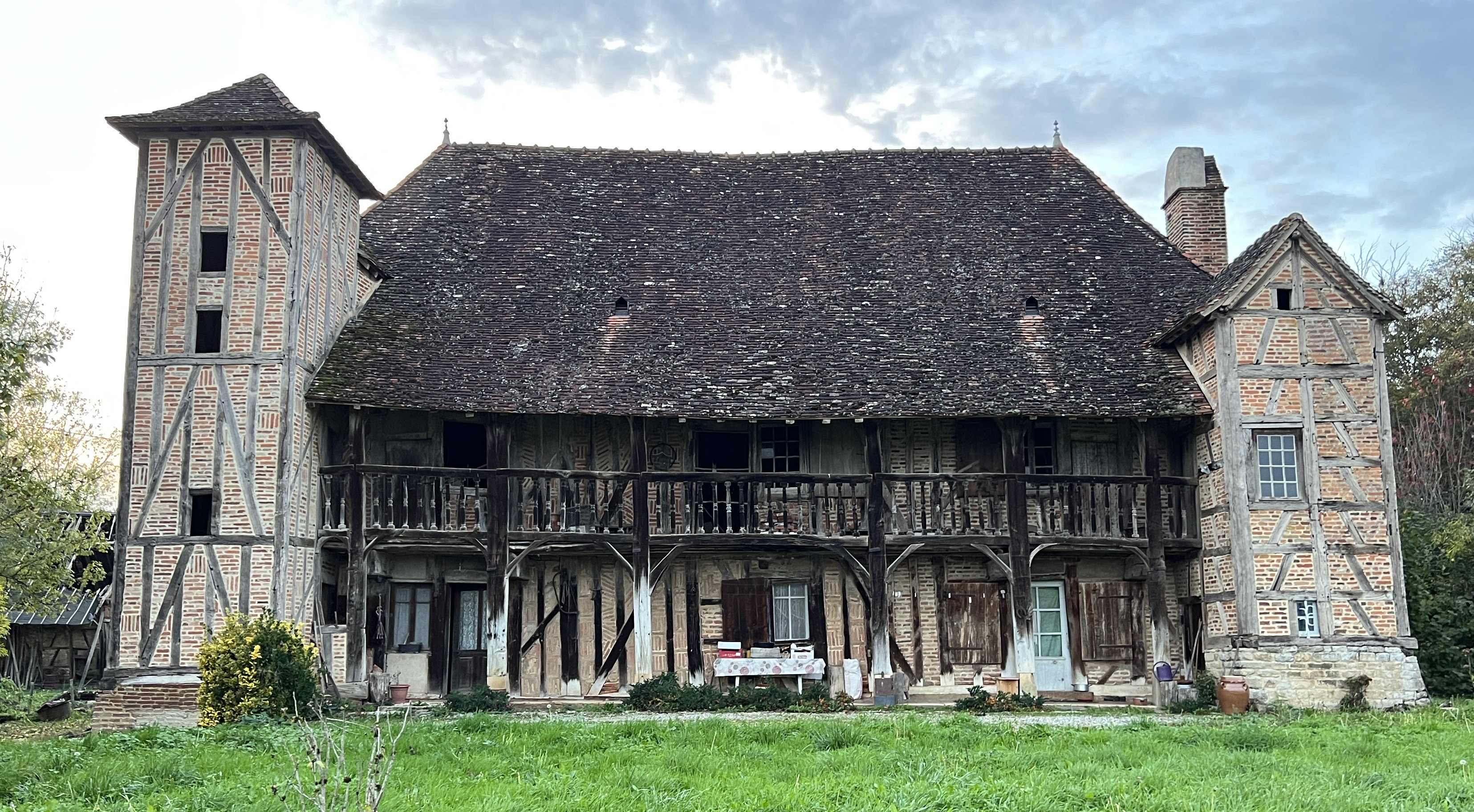
La ferme-manoir.

- l'église Saint-Barthélemy, dont le chœur est orné d'un « saint Barthélémy au milieu des Bressans », peinture murale exécutée en 1958 par l'artiste Michel Bouillot[22] à la demande de l'abbé Michel Bassard (1919-2015), curé desservant du lieu pendant trente ans[23] ;
- la ferme-manoir de Juif, du XVIIe siècle, classée au titre des Monuments historiques en 1994 ;
- une croix de carrefour édifiée en 1858, sculptée d’une couronne tressée, d’une croix et des lettres JHS (pour Jésus Sauveur des Hommes).

## Pour approfondir